# Syrrhopodon tortilis
Syrrhopodon tortilis är en bladmossart som beskrevs av Georg Ernst Ludwig Hampe 1872. Syrrhopodon tortilis ingår i släktet Syrrhopodon och familjen Calymperaceae. Inga underarter finns listade i Catalogue of Life.